# Le Donjon de Naheulbeuk : La Couette de l'oubli
Le Donjon de Naheulbeuk : La Couette de l'oubli est un roman écrit par John Lang (alias Pen Of Chaos). Il s'agit de la troisième saison de la saga MP3 du Donjon de Naheulbeuk, sorti le 20 juin 2008.

## Intrigue
La Couette de l'oubli reprend là où s'était arrêté le dernier épisode de la saison 2. À peine remis de leurs aventures qui leur ont rapporté un salaire misérable (166 pièces d'or et 6 pièces d'argent chacun), les aventuriers les plus pathétiques de la terre de Fangh sont pourtant dans une panade encore plus noire. Ils ont donné sans le savoir à Gontran Théogal la dernière statuette qui lui permettra d'accomplir la prophétie réveillant Dlul et plongeant le monde dans un sommeil éternel. Par chance pour eux, l'avant-dernière statuette a été volée et, sous la menace de Tulgar, ils vont devoir tout faire pour retrouver cette autre statuette et sauver le monde.

## Style littéraire
Le roman marque une rupture avec la saga audio. Alors que les sketches étaient surtout une succession de gags de 10 minutes, le livre aborde l'histoire sous un angle plus sérieux. Il y a beaucoup de descriptions (de la part d'un narrateur au langage parfois très soutenu) et moins de dialogues. Par intervalles nommés "bulletins cérébraux", des passages se mettent entièrement du point de vue d'un membre de la compagnie. L'auteur met surtout l'accent sur ce qu'ils pensent et moins sur ce qu'ils disent.

## La saison 3
Pourtant l'esprit de la série reste le même. Les héros sont toujours des anonymes confrontés à des situations embarrassantes qu'ils déclenchent par leur incompétence, et même si leur psychologie est plus étudiée, il n'évoluent pas et restent de vrais "baltringues".
Après avoir réussi une mission de mercenaires, les aventuriers passent tous au niveau 3 et deviennent plus puissants. Comme dans les saisons précédentes, s'ils sont perdants tout au long de l'histoire, ils finissent par atteindre leur but.
Il y a également une histoire alternative, concentrée sur des guerriers bien plus doués, qui cherchent aussi à arrêter Théogal.
Il y a toujours des anachronismes et quelques références culturelles, et le monde de Naheulbeuk est encore bien inexploré.

## Nouveaux personnages

### Alliés
- Le vieux Tulgar, employé de la Caisse des Donjons. C'est l'homme qui les accoste à la fin de la saison 2, et il leur donne des conseils sur la route à suivre pour arrêter Théogal. En théorie, il est plus fort et expérimenté que les aventuriers, mais il n'a pas le droit de voyager avec eux. Il les rejoint donc à certains endroits pour les aider. On découvre plus tard qu'il est en fait l'oncle du Ranger (qui l'appelait "Tonton Tutul" autrefois), envoyé par la mère de celui-ci pour rendre service. Le Ranger, qui se prétend chef de la compagnie, s'en trouve honteux.
- Birlak, le chef des transports Charland. Il doit transporter une cargaison sur une rivière et, sur les conseils de Tulgar, les aventuriers s'engagent chez lui comme mercenaires. C'est d'ailleurs cette mission qui les fera passer au niveau 3. On peut remarquer que, de tous les personnages que la compagnie ait jamais rencontrés, Birlak et sa fille sont les seuls à les voir comme de braves guerriers et non comme des bons à rien.
- Codie, la fille de Birlak qui le suit partout. Elle est si belle et adorable que même le nain n'ose pas lui manquer de respect. Le Ranger est très amoureux d'elle et n'arrive pas à aligner deux mots en sa présence. Aussi surprenant que ça puisse paraître, elle est aussi attirée par lui, et demande même à l'elfe si elle est sa copine.

### Ennemis
- Gontran Théogal, mage de niveau 12, ordonnateur de la Béatitude de Swimaf et ancien commanditaire du groupe. Il essaie de réunir les douze statuettes de Gladeulfeurha afin de réveiller Dlul et de plonger le monde dans la Couette de l'Oubli. Son projet est retardé car il est obligé de fuir à travers le pays, étant recherché sur tout le territoire. Il engage des assassins pour se débarrasser de la compagnie. Ignorant que les aventuriers y ont survécu, il les retrouvera dans un combat final.
- Les pirates de rivière qui attaquent le bateau de Birlak et qui sont coulés par une boule de feu lancée par la magicienne.
- Des guerriers de haut niveau rencontrés à Glargh. Le Ranger arrive à les faire arrêter par un stratagème très inhabituellement réussi.

Zangdar et Reivax n'apparaissent pas dans le roman, mais Zangdar est mentionné pour expliquer pourquoi le Ranger veut garder son harmonica. Leurs aventures en parallèle du livre sont racontés dans un fichier audio disponible sur le site de l'auteur.

### Autres personnages
- Un groupe d’aventuriers expérimentés ayant visité la tour d’Arghalion comprenant :
  - Talkel d’Omblire, demi-elfe rôdeur niveau 7 ayant réussi à sortir vivant de la tour.
  - Danjeliss le Tanneur d’Orques, mage de niveau 9 ayant réussi à sortir de la tour avec Talkel d’Omblire mais avec un bras arraché.
  - Morduk l’Irritable, guerrier humain niveau 7 tué par une attaque critique de guerrier maudit.
  - Yolina Difandel dite l’Espiègle, elfe voleuse de niveau 8 décédée, coupée en deux par un Chompeur de Gorlak.
  - Berg Nancklebuk, paladin de Caddyro humain de niveau 9 proche du niveau 10, décédé en tombant dans une oubliette pleine d’acide.

## Lieux visités
- La tour d’Arghalion, donjon de niveau 12 et propriété de Gontran Théogal. Les aventuriers de toute la terre de Fangh s’y rendirent pour retrouver Théogal. En partant, Théogal la remplit de monstres puissants la montant au niveau 16.
- Le village de Tourneporc où les aventuriers rencontrèrent Birlak, chef des transports Charland qui les guidera jusqu’à Glargh.
- Le village de Ranuf, sympathique bourgade où les aventuriers s’arrêteront pour boire une bière et repartiront avec Birlak jusqu’à Glargh.
- La grande cité de Glargh, où les aventuriers gagneront leur niveau 3, s’achèteront un équipement tout neuf et où ils seront poursuivis par différents cultistes voulant leur peau.
- Les plaines d’Altrouille, où se trouve le temple de l’Ordre de la Béatitude de Swimmaf.

## Héritage
L'auteur a dit qu'il n'adaptera pas la saison 3 en fichier audio. Cependant certains bonus liés au livre sont déjà sortis. Le nom de la compagnie reprend un extrait du livre pour le compléter, le résumé audio raconte par la voix du groupe les grandes lignes du roman, et l'escapade de Zangdar forme un lien entre les saisons 2, 3 et 4, en racontant ce qu'il lui est arrivé en parallèle du livre.
L'écriture d'une 4e saison, racontant la vengeance de Zangdar, est parue en novembre 2009, sous le titre : Le Donjon de Naheulbeuk : l'Orbe de Xaraz.
La cinquième saison a suivi avec "Le Donjon de Naheulbeuk : le Conseil de Suak", en 2011.